# بو سفينسن
بو سفينسن (بالإنجليزية: Bo Svenson)‏ مواليد 13 فبراير 1941 في غوتنبرغ، هو ممثل ومنتج أفلام سويدي بدأ مسيرته الفنية عام 1965.

## الأعمال
- ذا دلتا فورس
- حسرة ريدج
- سرعة 2: تحكم أوتوماتيكي للسرعة
- اقتل بيل الجزء 2
- أوغاد مجهولون
- أيرون سايد
- ذا فيرجينيان
- ماجنوم بي آي

## وصلات خارجية
- الموقع الإلكتروني
- بو سفينسن على موقع IMDb (الإنجليزية)
- بو سفينسن على موقع ألو سيني (الفرنسية)
- بو سفينسن على موقع أول موفي (الإنجليزية)
- بو سفينسن على موقع قاعدة بيانات الأفلام السويدية (السويدية)
- بو سفينسن على موقع إن إن دي بي (الإنجليزية)
- بو سفينسن على موقع قاعدة بيانات الفيلم (الإنجليزية)
- بو سفينسن على موقع كينوبويسك (الروسية)